# Blumberg (Badenia-Wirtembergia)
Blumberg − miasto w Niemczech, w kraju związkowym Badenia-Wirtembergia, w rejencji Fryburg, w regionie Schwarzwald-Baar-Heuberg, w powiecie Schwarzwald-Baar.